# Ralph Kemplen
Ralph Kemplen (* 8. Oktober 1912 in Palmers Green, London; † 4. April 2004 in London) war ein britischer Filmeditor.

## Leben
Kemplen war in der Zeit von 1933 bis einschließlich 1982 für den Schnitt von mehr als 60 Filmen verantwortlich. Häugfig arbeitete er mit dem Regisseur John Huston zusammen.
Darunter zählen African Queen (1951), Alexander der Große (1956), Der Weg nach oben (1959) mit der Oscar-prämierten Simone Signoret, Der römische Frühling der Mrs. Stone (1961), Ein Mann zu jeder Jahreszeit (1966), Die Bibel (1966) von und mit John Huston, Der Schakal (1973) und Die Akte Odessa (1974).
1958 inszenierte Kemplen mit Schwurgericht der Toten seinen ersten und einzigen Spielfilm als Regisseur. Dabei schrieb er auch am Drehbuch mit.
Kemplen war 1953, 1969 sowie 1974 jeweils für den Oscar in der Kategorie Bester Schnitt nominiert. Für seine Arbeit an Der Schakal wurde er 1974 mit dem BAFTA Film Award ausgezeichnet. Zwei Mal in seiner Karriere wurde Kemplen von den American Cinema Editors für den Eddie Award nominiert.
Sein ältester Sohn Willy Kemplen folgte seinem Vater und wurde ebenfalls Editor. Dies tat auch Willys Sohn Tom Kemplen, der zunächst als 3. Schnittassistent an Das Leben des David Gale und als 2. Schnittassistent an Harry Potter und der Gefangene von Askaban tätig war.

## Filmografie (Auswahl)
- 1933: The Ghoul
- 1935: Scrooge
- 1936: Broken Blossoms
- 1949: Die Tingeltangelgräfin (Trottie True)
- 1951: Pandora und der Fliegende Holländer (Pandora and the Flying Dutchman)
- 1951: African Queen
- 1952: Moulin Rouge
- 1953: Schach dem Teufel (Beat the Devil)
- 1956: Alexander der Große (Alexander the Great)
- 1957: Esther Costello (The Story of Esther Costello)
- 1959: Der Weg nach oben (Room at the Top)
- 1960: Im Land der langen Schatten (Ombre bianche)
- 1961: Der römische Frühling der Mrs. Stone (The Roman Spring of Mrs. Stone)
- 1962: Freud
- 1964: Die Nacht des Leguan (The Night of the Iguana)
- 1966: Die Bibel (The Bible: In the Beginning…)
- 1966: Ein Mann zu jeder Jahreszeit (A Man for All Seasons)
- 1968: Oliver
- 1969: Goodbye, Mr. Chips
- 1973: Der Schakal (The Day of the Jackal)
- 1974: Die Akte Odessa (The Odessa File)
- 1977: Rendezvous mit dem Tod (Golden Rendezvous)
- 1979: Flucht nach Athena (Escape to Athena)
- 1981: Die große Muppet-Sause (The Great Muppet Caper)
- 1982: Der dunkle Kristall (The Dark Crystal)